# Кадения сомнительная
Каде́ния сомни́тельная, или Жгун-ко́рень сомни́тельный (лат. Kadénia dúbia) — многолетнее травянистое растение; типовой вид рода Кадения (Kadenia) семейства Зонтичные (Apiaceae). Использование русскоязычного родового названия Жгун-корень представляется ошибочным, так как оно относится к растениям рода Cnidium, в состав которого вид Кадения сомнительная входил до уточнения классификации и выделения в другой род.

## Ботаническое описание

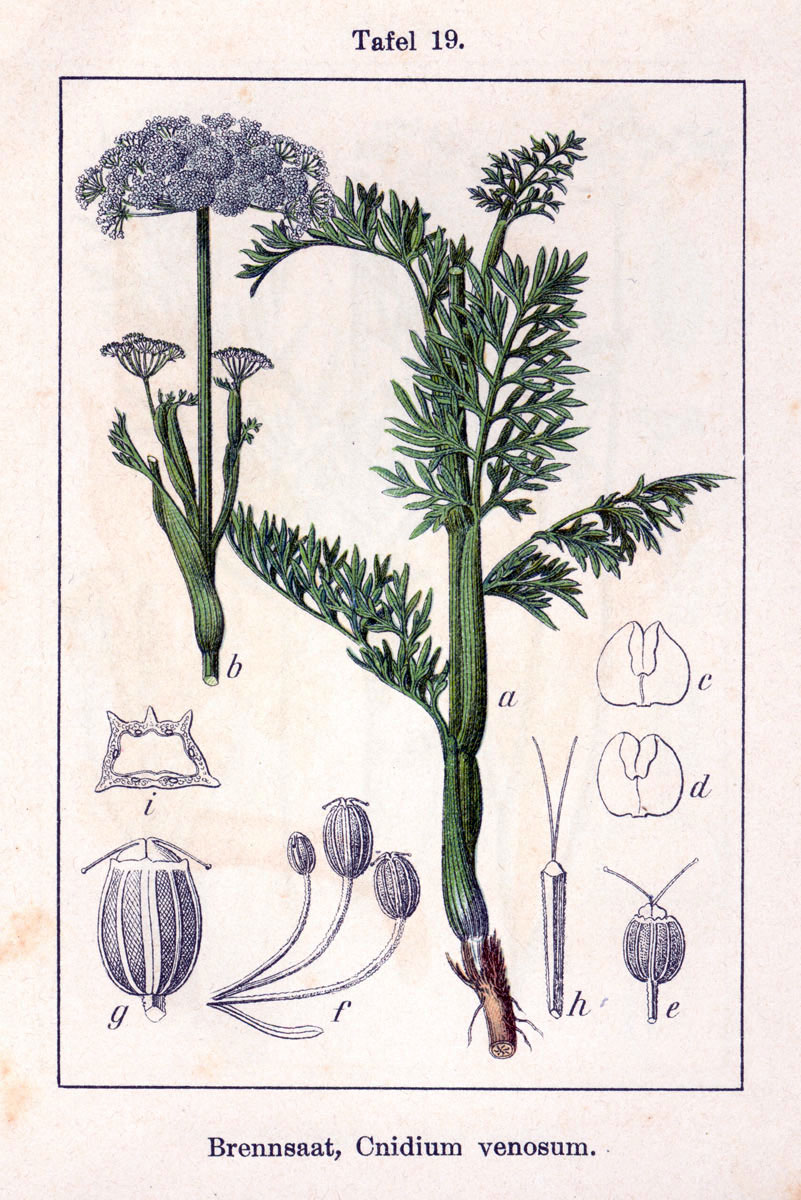

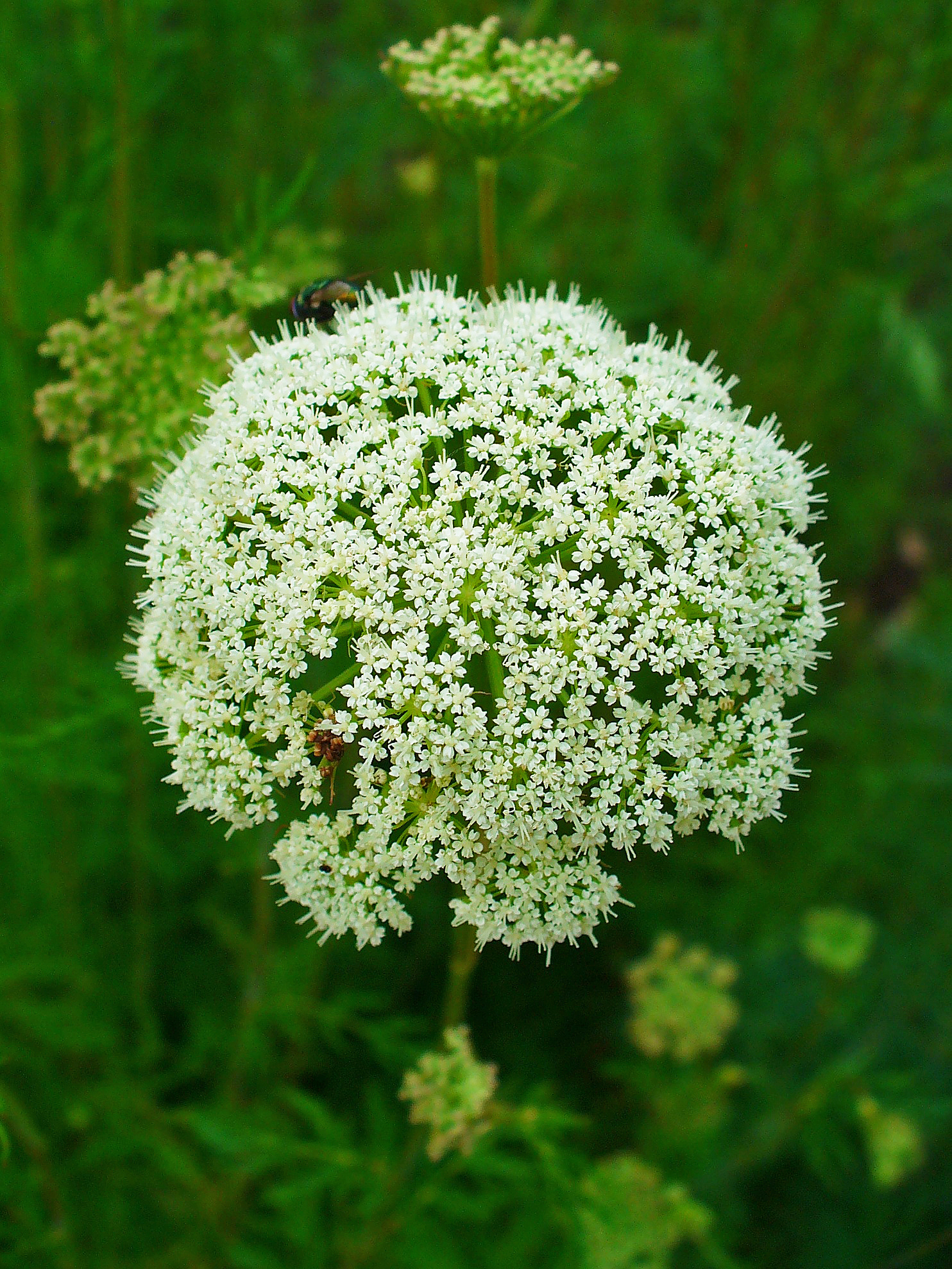
Соцветие

Поликарпический многолетник или двулетник.
Корень веретеновидный, иногда у шейки дающий побеги; стебель полый, 30—80 (до 100) см высотой, одиночный, прямой, внизу округлый, в верхней части мелко бороздчатый, простой или наверху немного ветвистый, голый. Ребра некрылатые.
Листья в общем очертании продолговато-яйцевидные, дважды или почти трижды перисто-рассечённые, нижние на длинных черешках, переходящих в недлинное влагалище, верхние на коротких влагалищах. Черешки покрыты мелкими шипиками. Листовая пластинка 5—15 см длиной и 3—6 см шириной, доли последнего порядка яйцевидные или ланцетовидно-линейные, цельные или 2—3-лопастные, 1—2 см длиной и 1—3 мм шириной, острые или туповатые с остроконечием, по краям слегка завёрнутые и тонко зазубренно-зубчатые; листовые влагалища нередко пурпурово окрашенные.
Зонтики 5—7 см в поперечнике с 20—35 слегка шероховатыми или голыми лучами; обёртка отсутствует или из нескольких шиловидных шероховатых листочков, достигающих половины длины лучей; зонтички 10—15 мм в поперечнике; листочки обёрточки многочисленные, линейно-шиловидные, почти равные по длине цветоножке или длиннее; лепестки эллиптические или яйцевидные, 0,75—1 мм длиной с секреторным канальцем вдоль средней жилки. Зубцы чашечки маленькие, практически незаметные.
Плоды голые, широко яйцевидные или почти шаровидные, 2—2,5 мм длиной и 1,5—2 мм в поперечнике, с пятью довольно широкими крылатыми рёбрами, краевые более широкие, чем спинные. Реберные секреторные канальцы отсутствуют. Подстолбие коротко коническое; столбики длинные, во много раз длиннее подстолбия, при плодах отогнутые и почти равные им.
Цветение: июль — август.

## Распространение и местообитание
Европейская часть России. Вне России встречается в Скандинавии, Средней Европе, Казахстане, Средней Азии. Бореальный евразиатский вид.

## Охранный статус

### В России
В России вид входит в Красные книги Вологодской, Ивановской и Ярославской областей, а также Республики Карелия.
Растёт на территории нескольких особо охраняемых природных территорий России.

### На Украине
Решением Луганского областного совета № 32/21 от 03.12.2009 г. вид входит в «Список регионально редких растений Луганской области».
Входит в Красную книгу Закарпатской области.

### Иные страны Европы
Входит в Красные книги Латвийской и Литовской Республик.

## Классификация

### Таксономия[11]
Kadenia dubia (Schkuhr) Lavrova & V.N.Tikhom., 1986, Byull. Moskovsk. Obshch. Isp. Prir., Otd. Biol. 91(2): 93
Вид Кадения сомнительная относится к роду Кадения (Kadenia) семейства Зонтичные (Apiaceae) порядка Зонтикоцветные  (Apiales). Кладограмма в соответствии с Системой APG IV:
|  |                                      |  |                                   |                                   |                     |  | ещё 6 семейств | ещё 6 семейств |                      |  |  |  | еще 1 вид |
|  |                                      |  |                                   |                                   |                     |  | ещё 6 семейств | ещё 6 семейств |                      |  |  |  | еще 1 вид |
|  |                                      |  |                                   | порядок Зонтикоцветные            |                     |  |                |                | род Кадения          |  |  |  |           |
|  |                                      |  |                                   | порядок Зонтикоцветные            |                     |  |                |                | род Кадения          |  |  |  |           |
|  | отдел Цветковые, или Покрытосеменные |  |                                   |                                   | семейство Зонтичные |  |                |                | Кадения сомнительная |  |  |  |           |
|  | отдел Цветковые, или Покрытосеменные |  |                                   |                                   | семейство Зонтичные |  |                |                |                      |  |  |  |           |
|  |                                      |  | ещё 63 порядка цветковых растений | ещё 63 порядка цветковых растений |                     |  |                | ещё 447 родов  | ещё 447 родов        |  |  |  |           |
|  |                                      |  |                                   | ещё 63 порядка цветковых растений |                     |  |                |                | ещё 447 родов        |  |  |  |           |

## Синонимы
- Aethusa venosa  Jess.
- Cnidium dubium  (Schkuhr) Schmeil & Fitschen
- Cnidium dubium  Thell.
- Cnidium sylvestre  Grande
- Cnidium venosum  W.D.J.Koch
- Meum venosum  Baill.
- Selinum cenolophioides  Turcz. ex Ledeb.
- Selinum dubium  (Schkuhr) Leute
- Selinum laevicaule  Stokes
- Selinum lineare  Schumach.
- Selinum pratense  Spreng.
- Selinum turfosum  Baumg.
- Selinum venosum  (W.D.J.Koch) Prantl
- Seseli dubium  Schkuhr
- Seseli venosum  Hoffm.
- Thysselinum cantabrigense  Hoffm.